# Talläderskål
Talläderskål (Cenangium ferruginosum) är en svampart som beskrevs av Fr. 1818. Talläderskål ingår i släktet Cenangium och familjen Helotiaceae.  Arten är reproducerande i Sverige. Inga underarter finns listade i Catalogue of Life.